# Paix clémentine
Pour les articles homonymes, voir Paix de l'Église (homonymie).
La Paix clémentine ou « paix de l'Église » désigne l'accord conclu en 1669 entre le Saint-Siège, soutenu par le roi de France Louis XIV, et les jansénistes français, qui donne lieu à la réouverture provisoire de Port-Royal des Champs.

## L'épiscopat déchiré
Depuis 1657, les thèses jansénistes sont officiellement condamnées par le pape. En France, les pensionnaires de l'abbaye de Port-Royal des Champs sont dispersés et le clergé impose à tout ecclésiastique de signer un formulaire désavouant les thèses de l'Augustinus, le traité de théologie de Jansénius. Mais les jansénistes et leurs sympathisants s'y opposent formellement, et notamment quatre prélats : l'évêque d’Angers Arnauld, l'évêque de Beauvais Buzenval, l'évêque d’Alet Pavillon et l'évêque de Pamiers Caulet. En 1661, le pape Alexandre VII demande alors à neuf évêques français d'instruire leur procès.
À la mort d'Alexandre VII, le 22 mai 1667, cette affaire continue d'envenimer les relations entre le Saint-Siège et une grande partie de l'épiscopat français qui, soutenant sur ce point les jansénistes, estime que le domaine d'intervention du pape ne doit pas s'étendre au-delà de la doctrine religieuse.
Il faut attendre l'élection du nouveau pape, en 1667, pour que le Saint-Siège, soucieux d'éviter un schisme, et Louis XIV, occupé par ses manœuvres guerrières, envisagent un compromis. En 1669, le nouveau pape Clément IX concède certains arguments (la distinction du « droit » et du « fait ») aux jansénistes, qui acceptent de signer l'accord, connu sous le nom de « paix clémentine ».

## Du procès à l'arrangement pacifique
Élu en 1667, Clément IX veut d'abord continuer le procès contre les quatre évêques réfractaires au formulaire. Louis XIV, un temps favorable aux positions du Saint-Siège, devient moins enthousiaste : le Vatican n'a pas suivi son avis concernant la formation du tribunal ecclésiastique et cette affaire risque de porter un coup aux « libertés » de l'Église gallicane.
De leur côté, les jansénistes ont déjà rallié plusieurs ministres, notamment Hugues de Lionne, secrétaire d'État pour les affaires étrangères. Ils réussissent aussi à gagner à leur cause dix-neuf membres de l'épiscopat, qui décident d'écrire au pape et au roi pour expliquer leur position. Dans leur lettre au pape, ils réaffirment leur entière obéissance, mais font remarquer que l'infaillibilité de l'Église concerne uniquement la doctrine religieuse (la révélation) et non les faits purement humains ou purement personnels. Ils concluent en affirmant que cet argument, avancé par les quatre évêques accusés, est celui des théologiens les plus dévoués au Saint-Siège comme Cesare Baronio, Robert Bellarmin ou Pallavicini. Reprenant les mêmes idées, la lettre au roi souligne qu'il faut prendre garde à des théories qui sont nouvelles et « nuisibles aux intérêts et à la sécurité de l'État ».
Au Vatican, les conseillers du pape redoutent qu'une trop grande sévérité ne provoque des résultats désastreux. Le nouveau nonce apostolique, Bargellini (it), persuade alors le pape d'envisager un arrangement pacifique. César d'Estrées, évêque de Laon, est choisi comme médiateur, assisté de l'archevêque de Sens et de l'évêque de Châlons. Mais comme deux d'entre eux ont signé les lettres au pape et au roi, ce qui les place du côté des quatre prélats accusés, ils doivent signer le formulaire désavouant les thèses de l'Augustinus et le faire signer par leur clergé.

## Signature sincère ou «pure et simple»?
La négociation avec les accusés aboutit finalement, mais suscite une controverse sur ses modalités : les prélats devaient-ils signer le formulaire « sincèrement » ou « purement et simplement » ? D'Estrées écrit alors : « Les quatre évêques viennent de se conformer, par une signature nouvelle et sincère, à l'attitude des autres évêques ». Le ministre Lionne demande donc que l'affaire soit enterrée. Dans une lettre à Louis XIV, le pape exprime sa joie pour cette « signature pure et simple » et annonce son intention de se réconcilier avec les évêques en question, demandant au roi de faire de même.
Mais les rumeurs continuent de courir sur le manque de sincérité des signataires. Sur ordre de Clément IX, Bargellini mène une nouvelle enquête à Paris et transmet au Vatican un rapport affirmant que les quatre évêques « ont condamné de façon explicite les cinq propositions avec toutes les marques de la sincérité, sans y apporter d'exception ou de restriction, dans tous les sens où l'Église les a condamnés ». Il ajoute cependant que certaines de leurs explications restent ambiguës.
Le pape nomme alors une commission de douze cardinaux pour statuer. Redoutant de relancer la polémique, la majorité de la commission se prononce pour la version officielle et décide de suivre l'opinion de Lionne en faveur de la « signature pure et simple ». Ils soulignent que c'est la condition sine qua non de la paix.

## Conséquences
La réconciliation est officiellement prononcée le 19 janvier 1669. Le gouvernement libère les jansénistes retenus prisonniers à la Bastille. « Antoine Arnauld sortit de la retraite où il s’était caché, et fut présenté au roi, accueilli du nonce, regardé par le public comme un Père de l’Église ». De plus en plus de personnalités du monde politique et littéraire se mettent à fréquenter Port-Royal, qui peut enfin rouvrir ses portes. Pasquier Quesnel publie Le Nouveau Testament en français avec des Réflexions Morales sur chaque verset, qui suscitera une vive polémique, et les Pensées de Blaise Pascal paraissent en 1670.
Louis XIV, exaspéré par cette agitation, se persuade alors que le jansénisme constitue un danger pour l'autorité de l'État. Mais il s'inquiète aussi des prétentions du pape, qui entend renforcer son pouvoir et menace les « libertés » de l'Église gallicane. En 1673 éclatera l'affaire de la régale qui aboutira sur la déclaration des Quatre articles de 1682 par laquelle le clergé de France proclame l'indépendance du roi face à la papauté et confirme les libertés de l'Église catholique de France.